# فليكر
فليكر (بالإنجليزية: Flickr)‏ هي خدمة استضافة الصور والفيديو بالإضافة إلى كونها مجتمعًا عبر الإنترنت. تأسَّست فليكر من قِبل لوديكورب (بالإنجليزية: Ludicorp)‏ عام 2004 وأصبحت منصّة شائعة للمصورين الهواة والمحترفين لاستضافة صور عاليّة الدقة. تغيّرت ملكية فليكر عدة مرات إلى أن امتلكتها سموج موج (بالإنجليزية: SmugMug)‏ منذ العشرين من نيسان/أبريل 2018.
كان لدى فليكر اعتبارًا من العشرين من آذار/مارس 2013 ما مجموعه 87 مليون عضو مسجل وأكثر من 3.5 مليون صورة جديدة تُرفع يوميًا على خوادم الموقع وذلك وفقًا لما أوردته إحصائيات ذا فيرج، وكان فليكر نفسه قد أعلن في الخامس من آب/أغسطس 2011 أنه يستضيف أكثر من 6 مليارات صورة على خواده رُفعت على مرّ السنين.
يُمكن الوصول إلى الصور ومقاطع الفيديو المستضافة على فليكر دون الحاجة إلى تسجيلِ حساب، ولكن يجبُ إنشاء حساب لتحميل المحتوى [الصور والفيديوهات] على الموقع. يُتيح تسجيل الحساب للمستخدمين إنشاء صفحة ملف تعريف تحتوي على صور ومقاطع فيديو قام المستخدم بتحميلها، ولدى الموقع تطبيقٌ مخصّصٌ للهواتف للذكيّة لنظامي أندرويد وآي أو إس،

## التاريخ
أُطلق فليكر في العاشر من شباط/فبراير 2004 من قِبل لودي كورب (بالإنجليزية: Ludicorp)‏ وهي شركةٌ تتخذُ من فانكوفر مقرًا لها، فيما أسَّسَها كلٌ من ستيوارت باترفيلد وكاترينا فيك. كانت خدمةُ فليكر في البداية أداة من الأدوات التي بُرمجت لإعطاء فاعليّة أكبر للعبةٍ متعددة اللاعبين على الإنترنت من فكرة وبرمجة شركة لودي كورب، لكن موقع فليكر أثبتَ مع مرور الوقت أنه مشروع أكثر جدوى وقد يكون مستقلًا بذاته وهو ما دفع الشركة إلى تأجيل إصدار تلك اللعبة والتركيز على منصّة فليكر بشكل أساسي.
ركزت الإصدارات الأولى من فليكر على غرفة دردشة كانت تُسمَّى فليكر لايف (بالإنجليزية: FlickrLive)‏ مع إمكانات تبادل الصور في وقتٍ وجيز، فيما ركّزت التطورات المتتالية بشكل أكبر على خدمات الاستضافة وحفظ الملفات للمستخدمين ودُمجت غرفة الدردشة في خريطة الموقع. تطورت خدمة فليكر من كونها خدمةً لدعمِ لعبةٍ معيّنةٍ إلى كونها خدمة مستقلة بذاتها، لكنّ فليكر كانت في تلك الفترة في مراحلها الأولى فلم تكن تحتوي على العديدِ من الميزات الرئيسيّة على غِرار الوسوم، وضع علامة لتفضيلِ الصور، مجمعات الصور الجماعية وما إلى ذلك من ميزاتٍ أُضيفت مع مرور السنوات.
بالإضافة إلى كونه موقعًا شائعًا للمستخدمين لمشاركة الصور الشخصية وتضمينها وكونهِ أيضًا مجتمعًا عبر الإنترنت، فقد بدأ استخدامُ فليكر في التاسع من كانون الأول/ديسمبر 2004 على نطاقٍ واسعٍ من قِبل المدونين الذين كانوا يُضمّنون تلك الصور المستضافة على فليكر في مدوناتهم أو ينشرونها على مواقع التواصل الاجتماعي لإيصالِ رسالةٍ معيّنةٍ أو توضيحِ شيءٍ محدد وما إلى ذلك.
استحوذت ياهو! على لودي كورب – وبالتالي على فليكر – في العشرين من آذار/مارس 2005، وبحسب ما ورد من تقاريرٍ فقد بلغت تكلفة هذا الاستحواذ 22 مليون دولار حتى 25 مليون دولار. خلال الأسبوع الممتد من السادس والعشرين من حزيران/يونيو 2005 إلى الثاني من تموز/يوليو 2005، نُقلت كل بيانات شركة لودي كورب – وبالتالي بيانات كل خدماتها – من الخوادم الأصليّة في كندا إلى خوادم أخرى لياهو في الولايات المتحدة فأصبحت جميعُ البيانات خاضعة للقانون الفيدرالي الأمريكي.
أعلنت شركة ياهو في الثالث من أيّار/مايو 2007 أنها ستُغلق موقع صور ياهو! (بالإنجليزية: Yahoo! Photos)‏ بحلول العشرين من أيلول/سبتمبر 2007 ثمّ ستقوم بحذفِ كل الصور المستضافة هناك مشجّعةً مستخدميها على الانتقال إلى فليكر. أعلنَ موقع فليكر في الواحد والثلاثين من كانون الثاني/يناير 2007 أن أعضاء أولد سكول (بالإنجليزية: Old Skool)‏ وهم أولئك الذين انضموا للموقع قبل الاستحواذ عليهِ من قبل ياهو سيُطلب منهم – إذا ما رغبوا في الاستمرار في استعمال الخدمة – ربط حسابهم بـهويّة ياهو ابتداءً من الخامس عشر من آذار/مارس 2007، وهي الخطوة التي أثارت انتقاد بعض المستخدمين للموقع.
قامت فليكر في السادس عشر من أيّار/مايو 2006 بترقية خدماتها من حالة بيتا إلى حالة جاما وقد جذبت هذه التغييرات ردود فعلٍ إيجابيّةٍ من المدوّنين في موقع لايف هاكر (بالإنجليزية: Lifehacker)‏. زادت فليكر في الثالث عشر من كانون الأول/ديسمبر 2006 حدود التحميل للحسابات المجانية إلى 100 ميجابايت شهريًا بعدما كان في حدودِ 20 ميجابايت، كما رفعت بعض القيود على الحسابات المدفوعة التي كانت تمنحهم مساحة رفعٍ تصلُ إلى 2 جيجابايت شهريًا لكنها جعلتها غير محدودة.
سمحَ موقع فليكر في التاسع من نيسان/أبريل 2008 لمالكي الحسابات المدفوعة بتحميل مقاطع فيديو بطولٍ يصلُ إلى 90 ثانية وحجمٍ لا يتجاوزُ الـ 150 ميجابايت، ثمّ أضاف الموقع في الثاني من آذار/مارس 2009 وسيلة لتحميل وعرض مقاطع الفيديو عالية الدقة فيما سمحَ لمالكي الحسابات المجانيّة بتحميل فيديوهات ذات دقة عادية كما رفعَ لهم في مساحة التخزين الشهريّة. أعلنت فليكر عام 2009 أيضًا عن شراكةٍ مع صور غيتي (بالإنجليزية: Getty Images)‏ حيثُ يمكن لمستخدمين معيّنين من الموقع الأخير رفع صور فوتوغرافية عاليّة الجودة على الموقع الأول للاستخدام الشخصي وحتى التجاري مقابل تحقيقِ ربحٍ منها، ثمّ تغير الأمر في السادس عشر من حزيران/يونيو 2016 حينما مكّنت فليكر باقي المستخدمين من تحديد بعضٍ من صورهم للاستخدام التجاري مقابل تحقيقِ مدخولٍ من ذاك الاستخدام.

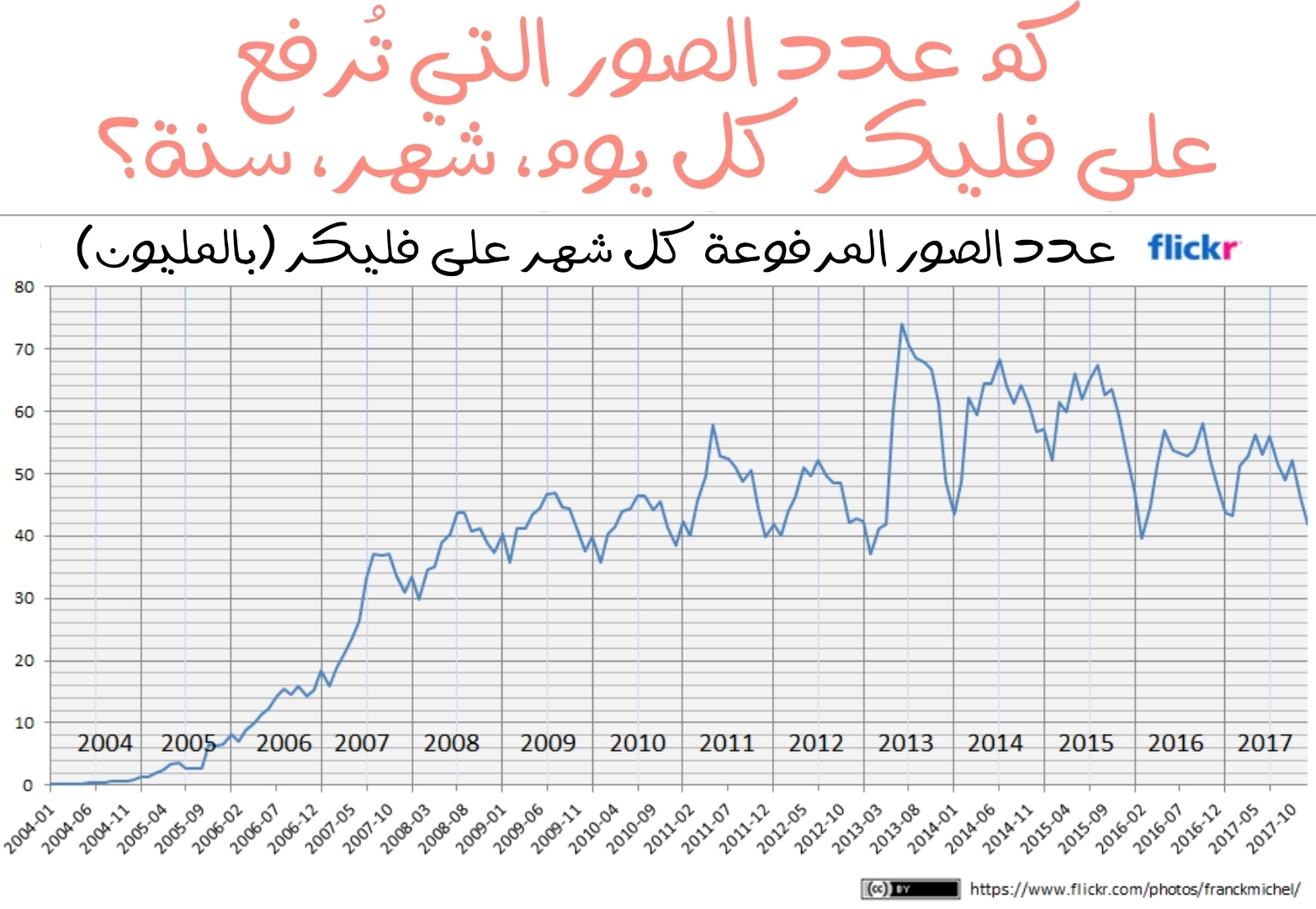
رسمٌ بياني للصور المرفوعة على فليكر ويُلاحظ أنها بلغت الذروة في 2013-2015 قبل إطلاق جوجل صور

أطلقت خدمة فليكر في العشرين من أيار/مايو 2013 المرحلة الأولى من إعادة تصميم موقعها الرئيسي، حيثُ اعتمدت التصفح عبر التمرير اللانهائي (بالإنجليزية: Infinite Scrolling)‏ كما أضافت ميزات جديدة وخصَّصَت تيرابايت واحد من سعة التخزين المجانية لجميع المستخدمين، فيما جعلت من الصفحة الرئيسية للموقع صفحة قابلة للتمرير بين الصور والتعليقات ثمّ أعلنت عن إصدارها تطبيقًا محدثًا للهواتف العاملة بنظام أندرويد. أصبح التصميم الجديد للموقع يعرضُ ما بين 72 حتى 360 صورة في كل صفحة، وقد وصفَ موقع تيك رادار (بالإنجليزية: Tech Radar)‏ التصميم الجديد لفليكر بأنه يمثل «تغييرًا جذريًا»، ومع ذلك فقد انتقدَ العديد من المستخدمين التغييرات وتلقى منتدى الدعم الخاص بالموقع آلاف التعليقات السلبيّة على التصميم والتغييرات الجديدة.
أدخلت شركة ياهو! في السابع من أيّار/مايو 2015 عددًا من التغييرات على موقع فليكر حيثُ حسّنت منه عبر إضافة طريقةٍ جديدةٍ لرفع الصور كما حسَّنت من تطبيقات الموقع، وأصدرت تطبيقًا جديدًا لرفعِ الصور لأجهزة ماك وويندوز والأجهزة. أعلنت سموج موج في أوائل أيّار/مايو 2019 عن نقل بيانات فليكر – أكثر من 100 مليون حساب ومليارات الصور ومقاطع الفيديو – من خوادم شركة ياهو (مالكة الموقع) إلى خدمات أمازون ويب (AWS) في انتقالٍ مخططٍ له بدأ في الثاني والعشرين من أيّار/مايو واستغرقَ نصف يومٍ تقريبًا.

## إدارة الموقع
أعلن ستيوارت باترفيلد – وهو أحد مؤسسي موقع فليكر – عن استقالته في الثاني عشر من تمّوز/يوليو 2008 ثمّ أعقبت استقالة زوجته والمؤسسة المشاركة كاترينا فيك التي تركت الشركة في نفس اليوم. كتب باترفيلد خطاب «استقالة فكاهي» إلى براد جارلينجهاوس. ذكرت صحيفة الغارديان في الرابع عشر من كانون الأول/ديسمبر من نفسِ العام أنه تم تسريح ثلاثة موظفين من شركة ياهو بسبب مشاكل ما، ثمّ ذكرت سي نت في الثلاثين من تشرين الثاني/نوفمبر 2010 أن ياهو كانت على وشك تسريحِ عددٍ كبيرٍ من العمال قد يؤثر على 10% إلى 20% من قوتها العاملة وقد قيلَ حينها إنّ الشركة الأم تستهدفُ موقع فليكر بهكذا عمليات تسريح للتخلص من الوظائق الزائدة أو تلك التي لا تقدم فائدة كبيرة للموقع وللشركة على حدٍ سواء.
استحوذت شركة فيرايزون للاتصالات في الثالث عشر من حزيران/يونيو على شركة ياهو وبالتالي على موقع فليكر. أعادت فيرايزون للاتصالات تنظيم شركة ياهو ثمّ سلمتها في وقتٍ لاحقٍ وبالضبط في الثامن من كانون الثاني/يناير 2019 إلى شركة أخرى تتبعُ لها تحملُ اسم فيرايزون ميديا. استحوذت سموغ موغ في العاشر من نيسان/أبريل 2018 على موقع فليكر من شركة فيرايزون للاتصالات فغيّرت الكثير من الأمور بما في ذلك مساحة التخزين التي تبلغُ واحد تيرابايت لأصحاب الحسابات المجانيّة حيثُ منحت هؤلاء المستخدمين حتى الخامس من شباط/فبراير 2019 للتحويل إلى حسابات مدفوعة (شهريًا أو سنويًا) أو سيتمُّ تقليل مساحة التخزين بشكلٍ كبيرٍ واعتماد 1000 صورة كحدٍ أقصى للرفعِ على خوادم الموقع. مُدِّدَ الموعد النهائي في وقت لاحق إلى الثاني عشر من آذار/مارس 2019 بسبب أن النموذج الحالي الذي عملت به الشركة الجديدة مالكة الموقع – وهي شركة متوسّطة الحجم – غير مستدامٍ ولن يُمكّنها من تحقيقِ الكثير من الإيرادات مثلما تطمحُ هي لذلك.

## المميزات

### الحسابات
لطالما قدم فليكر لمستخدميهِ نوعين من الحسابات: أولُ مجانيّ والثاني مدفوع. كان لدى الحسابات الأولى حتى السابع من كانون الثاني/يناير 2019 ما يصلُ إلى واحد تيرابايت من التخزين، لكن الأمور تغيّرت في الثامن من كانون الثاني/يناير حيثُ حددت الشركة الجديدة التي اشترت موقع فليكر 1000 صورة كأقصى ما يُمكن أن يُرفع في الموقع بالنسبة للحسابات المجانيّة كما حدّدت طول مقاطع الفيديو في 3 دقائق. على الجانب المقابل، يتميّز النوع الثاني من الحسابات – الحسابات المدفوعة في هذه الحالة – بمساحة تخزينٍ غير محدودةٍ وإحصائياتٍ متقدمة وتصفحٍ للموقع من دون إعلانات كما يُمكن لأصحابِ هذه الحسابات رفعُ مقاطع فيديو تصلُ مدتها إلى 10 دقائق وخدمة عملاء خصّيصًا لهم فضلًا عن إتاحة فرصة عقد شراكات وعروض ترويجية مع شركاء آخرين.
شدَّد موقع فليكر أكثر من سياساتهِ حيثُ لم يعد ابتداءً من الثامن من كانون الثاني/يناير 2019 بإمكان الأعضاء الذين تجاوزوا الحد المسموح به تحميل صورٍ جديدةٍ على الموقع وفي حالة ما فعلوا فسيحذفُ الموقع تلقائيًا الصور الأقدم لإتاحة تلك الأحدث، إلا في حالةِ ما كانت كل الصور الألف المرفوعة على الموقع قد رُفعت قبل الأول من تشرين الثاني/نوفمبر 2018 ومرخصة برخصة المشاع الإبداعي. جديرٌ بالذكرِ هنا أنه وحسب سياسات الموقع، فيحقُّ لفليكر حذف حسابات المستخدمين دون إبداء أي سببٍ لذلك أو دون تحذير مالك الحساب. وجديرٌ بالذكرِ أيضًا أنه ونتيجةً لاستحواذ سموغ موغ على الموقع فقد أضاف فليكر خاصية تُمكّن المستخدمين من تنزيل جميع بيانات حساباتهم مثل ألبومات الصور وجهات الاتصال والتعليقات وما إلى ذلك من بيانات.

### التنظيم
تنتقلُ الصور التي يرفعها المصور على موقع فليكر إلى ما يُسمَّى «تدفق الصور المتسلسل» الذي هو أساس حساب فليكر. يُمكن عرض جميع تدفقات الصور عرضًا عاديًا أو عرض شرائح أو عرضًا تفصيليًا أو حتى عرضًا أرشيفيًا. يؤدي النقر فوق صورة في تدفق الصور إلى فتحها في نافذة منفصلة ويظهرُ جنبها عددٌ من البيانات المتعلقة بالصورة وكذا تعليقات باقي المستخدمين وشرح لطرق تضمين الصورة في المواقع الخارجية.
يُسمّي المستخدمون الذين يرفعون صورهم بعناوين تكون أوصافًا في العادة كما يضعون وسومًا على الصور – قد يضعها مستخدمون آخرون غير رافعِ الصورة – قصد تسهيل الوصول لها. تُمكّن كل هذه البيانات والمعلومات النصيّة المستخدمين والحواسيب على حدٍ سواءٍ في الوصول للصور المبحوثِ عنها بسهولة. في الواقع، يُعتبر فليكر من بينِ أبرز المواقع التي تعتمدُ على ما يُعرف بغيمة الوسوم وقد ظلَّ يستخدمُ هذه الغيمة – بمفهومها التقني – حتى عام 2013 حينما عدَّل وأعاد تصميم منهجيّة عمل الموقع، وقد استُشهد بفليكر في كثيرٍ من المرات كمثالٍ رئيسي وحيّ على الاستخدام الفعال لما يُعرف بفولكسونومي أو علم الناس.
يُمكن للمستخدمين تنظيم صور فليكر الخاصة بهم في ألبومات (كانت تُعرف سابقًا باسمِ مجموعات) والتي تكون أكثر مرونة من الطريقة التقليدية القائمة على المجلدات العشوائيّة لتنظيم الملفات حيث يمكن أن تنتمي صورة واحدة إلى ألبوم واحد أو العديد من الألبومات أو لا تنتمي لأيّ ألبومٍ على الإطلاق. يوفر فليكر تعليماتٍ برمجيةٍ لتضمينِ الألبومات في المدونات والمواقع والمنتديات. تمثل ألبومات فليكر شكلاً من أشكال البيانات الوصفية الفئوية بدلاً مما يُعرف باسمِ التسلسل الهرمي، وهنا يُمكن تطبيق الوسم الجغرافي على الصور في الألبومات لإضافةِ مزيدٍ من البيانات التفصيليّة عن كلّ صورة.
أورجنيزر (بالإنجليزية: Organizr)‏ هو تطبيق ويب لتنظيم الصور داخل حساب فليكر، ويُمكن الوصول إليه من خلال واجهة فليكر. يسمح التطبيق للمستخدمين بتعديل العلامات والأوصاف وتعيين الألبومات ووضع الصور على خريطة العالم (وهي ميزةٌ يتمُّ توفيرها بالاشتراكِ مع خرائط ياهو!). يستخدم تطبيق الويب أورجنيزر أجاكس لمحاكاة الشكل والمظهر والوظائف السريعة لتطبيقات إدارة الصور المستندة إلى سطح المكتب مثل بيكاسا وإف-سبوت.. يمكن للمستخدمين تحديد وتطبيق التغييرات على صور متعددة في وقت واحد وهو بديلٌ جيّدٌ لواجهة فليكر التي قد تكون بطيئة بعض الشيء.

### الفلترة
أضاف فليكر في آذار/مارس 2007 عناصر تحكم جديدة لتصفية المحتوى. تُتيح هذه الأداة للأعضاء تحديد أنواع الصور التي يقومون بتحميلها بشكل افتراضي (صورة عاديّة أو رسم/رسم توضيحي أو لقطة شاشة) ومدى أمان صورهم (أي من غير المحتمل أن تُسيء للآخرين) وكذلك تحديد المعلومات لكل الصور المحددة بشكل فردي. يتم تصنيف الصور الفردية إلى إحدى الفئات الثلاث: صورة آمنة (بالإنجليزية: Safe)‏، صورة معتدلة (بالإنجليزية: Moderate)‏، صورة مقيَّدة (بالإنجليزية: Restricted)‏. يُمكن للمستخدمين تحديد نفس المعايير عند البحث عن الصور، لكن تُوجد بعض القيود على عمليات البحث عن فئة معينة من المستخدمين: يجب على غير الأعضاء دائمًا استخدام ميزة البحث الآمن التي تحذف الصور التي يُحتمل أن تكون مسيئة بينما الأعضاء الذين يستخدمون ياهو وتُشير بيانات حساباتهم إلى أنهم دون السن القانونية فمجبرون – تقنيًا – على استخدام البحث الآمن أو البحث الآمن المعتدل ولا يُمكنهم تعطيل ميزة البحث الآمن تمامًا. يحقق هذا النظام المعمولِ به من قِبل فليكر نجاحًا كبيرًا في الحد ما بين الصور الملائمة للعائلة ومحتوى البالغين فلا ينتج عن عمليات البحث العامة عن الصور عادةً أية نتائج إباحية حيث يقتصرُ ظهور محتوى البالغين على المستخدمين ومجتمعات فليك المخصصة الذين اختاروا مشاهدته.

### زوار الموقع
يُوفّر فليكر تخزين الصور الخاص كما يفعلُ مع الصور العامة. يُمكن للمستخدم الذي يقوم بتحميل صورةٍ ما التحكّم في الخصوصية عبر تحديدِ من يمكنه مشاهدة الصورة. يُمكن وضع علامةٍ على الصورة على أنها عامة أو خاصة. تكون الصور الخاصة مرئية بشكل افتراضي للقائم بالتحميل فقط، ولكن يُمكن أيضًا تمييزها على أنها قابلة للعرض لفئة معيّنة على غِرار الأصدقاء و/أو العائلة. يمكن أيضًا تحديد إعدادات الخصوصية عن طريق إضافة صور من مجموعة الصور الخاصة بالمستخدم إلى ما يُعرف بالمجموعة الخاصّة ويُمكن لكلّ الأعضاء في هذه المجموعة رؤية تلك الصور. إذا كانت المجموعة عامة، تُصبح الصورة عامة أيضًا بشكل تلقائيّ. يوفر فليكر أيضًا قائمة جهات اتصال يمكن استخدامها للتحكم في الوصول إلى الصور لمجموعة معينة من المستخدمين بطريقة مشابهة لتلك الموجودة في لايف جورنال. أنشأ الموقع في تشرين الثاني/نوفمبر 2006 نظامًا يُعرف باسمِ مرور الضيف (بالإنجليزية: Guest Pass)‏ وهو نظامٌ يسمحُ بمشاركة الصور الخاصة مع مجموعات معيّنة مثل الأصدقاء أو العائلة. يسمحُ العديد من الأعضاء بعرض صورهم من قِبل أي شخص أو زائرٍ للموقع وهو ما يُشكّل قاعدة بيانات تعاونية كبيرة من الصور المصنفة، في حين يُمكن للأعضاء الآخرين ترك تعليقات حول أي صورة لديهم الإذن بمشاهدتها ويُمكنهم في كثيرٍ من الحالات التعديل على بيانات الصور عبر إضافة وسمٍ أو أكثر.

### التفاعل والتوافق
تعتمد الوظائف الأساسية للموقع على ميزات لغة ترميز النص الفائق (Html) وبروتوكول نقل النص الفائق (Http) القياسية مما يسمحُ بتوافقٍ واسعٍ بين الأنظمة الأساسية والمتصفحات. يحتوي موقع فليكر على عددٍ من الميزات بما في ذلك آر إس إس وصيغة أتوم وواجهة برمجة تطبيقات تُمكّن المبرمجين المستقلين من العمل على تطوير الموقع بطرق أخرى. حسب إحصائياتٍ صادرةٍ عام 2006، فقد كان موقع فليكر ثاني أكثر المواقع انتشارًا على موقع يوزر سكريبتس دوت أو آر جي (بالإنجليزية: userscripts.org)‏. يَستخدمُ برنامج أورجنيزر ومعظم البرامج التي تُستعمل في إضافة الوسوم في فليكر لغة أجاكس التي تتوافق معها معظم المتصفحات الحديثة. يُتيح الموقع أيضًا إرسال الصور عبر مرفقات البريد الإلكتروني مما يتيح الرفعَ المباشر من العديد من هواتف الكاميرا والتطبيقات، كما يستخدمُ الموقع التنسيق الجغرافي الدقيق في أكثر من 3 ملايين صورة ذات وسمٍ جغرافي.
بحسب الشركة واعتبارًا من آب/أغسطس 2009 فإنّ موقع فليكر مُستضافٌ على 62 قاعدة بيانات عبر 124 خادمًا مع حوالي 800,000 حساب مستخدم لكل زوجٍ من الخوادم. بناءً على المعلومات التي جمعها موقع هاي سكالابيليني دوت كوم (بالإنجليزية:  highscalability.com)‏ في تشرين الثاني/نوفمبر 2007 فإنَّ قاعدة بيانات الموقع مستضافة على خوادم من ريد هات، مع منصّة تحكمٍ في الموقع تضمُّ خادم إتش تي تي بي أباتشي وعددٍ من الأدوات التقنيّة الأخرى. يُمكن لمستخدمي فاجأ الذين قاموا بتسجيل الدخول متابعة تدفقات الصور الخاصة بمصوري فليكر الآخرين، كما أنَّ إعادة هذه العملية اختيارية.
المجموعات هي وسيلة رئيسية أخرى للتفاعل مع الأعضاء الزملاء في فليكر حول اهتمامات التصوير المشتركة. يمكن بدء مجموعة على فليكر بواسطة أي مستخدمٍ له حسابٌ غلى الموقع بحيثُ يُصبح مؤسّس المجموعة هو مديرها ويمكنه تعيين مشرفين. قد تكون المجموعات إما مفتوحة الوصول أو تحتاجُ رابط دعوةٍ للولوج لها. يمكن لمسؤول مجموعة فليكر وضع قيودٍ في المجموعة، كما يُمكنه تعيين جوائز رمزيّة لباقي الأعضاء ويمكنه أيضًا تنظيم محتوى الصور. يُمكن تنسيق ما يُعرف بمعارض الصور من مجموعات الصور الأخرى بواسطة أي مستخدمٍ مسجلٍ على فليكر بشرط عدم تعطيل هذه الميزة من المستخدمِ الذي رفعَ الصورة. يُمكن لأي مستخدمٍ عللا فليكر نشر تعليقات على على صورة معيّنة ما لم يتم تعطيل ذلك من قبل رافع الصورة، كما يُمكن للمستخدمين وضع رمز المفضلة على أيّ صورة تنالُ إعجابهم ويُمكن عرض تلك الصور المفضلة في شرائح.
لدى مستخدمي معرض صور ويندو، أبل آي فوتو (الإصدار 8)، أدوبي لايت 3.2، داركتيبل وديجي كام القدرة على رفعِ الصور مباشرة إلى فليكر، كما يُمكنهم تحديث حالتهم تلقائيًا على مواقع التواصل الاجتماعي الأخرى عند تحميل صورهم على موقع فليكر. يوفّر الموقع تطبيق سطح مكتب خاص بماك أو إس وويندوز حيثُ يسمح التطبيق للمستخدمين بتحميل الصور دون استخدام واجهة الويب، فيما يسمحُ برنامج أبلودر (بالإنجليزية: Uploadr)‏ بالتحميل الجماعي للصور بالسحب والإفلات وتعيين العلامات والأوصاف لكل مجموعة صور وكذا تحرير إعدادات الخصوصية.
دخلت فليكر في شراكاتٍ مع العديد من الأطراف الثالثة، حيثُ عقد الموقع شراكة مع تطبيق بيكنيك (بالإنجليزية: Picnik)‏ لتحرير الصور عبر الإنترنت والذي تضمن إصدارًا منخفض الميزات من تطبيق بيكنيك مدمجًا في فليكر كمحرر صورٍ افتراضيّ. استبدلَ فليكر في الخامس من نيسان/أبريل 2012 تطبيق بيكنيك بأفياري (بالإنجليزية: Aviary)‏ كمحرر الصورِ الافتراضي. بالإضافة إلى استخدام بيانات الخرائط التجارية، يستخدمُ فليكر الآن خرائط الشوارع المفتوحة لعرض الصور – حسب مكان تصويرها – في مدن مختلفة. تُجمع بيانات موقع خريطة الشارع المفتوحة من قِبل المتطوعين وهي متوفرةٌ بموجبِ رخصة قاعدة البيانات المفتوحة. تُوفّر فليكر خدمة طباعة أشكالٍ مختلفة من الصور بما في ذلك بطاقات العمل والكتب والصور وبطاقات الائتمان الشخصية وطباعة الصور كبيرة الحجم وما إلى ذلك. عقدت فليكر شراكة مع صور غيتي لتمكين بعض المستخدمين من الأخير من بيعِ صورهم للاستخدام التجاري على منصّة فليكر لكنّ هذه الشراكة لم تدم طويلًا وسُرعان ما توقّفت بين الشركتين.

### ترخيص الصور

تفاصيل استخدام ترخيص المشاع الإبداعي على فليكر اعتبارًا من عام 2009.

يوفّر فليكر للمستخدمين إمكانية رفعِ صورهم وترخيصها بموجبِ تراخيص معينة أو تصنيفها على أنها محفوظة الحقوق. تتضمَّن خيارات الترخيص بشكل أساسي تراخيص المشاع الإبداعي 2.0، وتُساعد الوسوم في تسهيلِ البحث عن الصور التي تقع ضمن ترخيصٍ مُعيّن. تنشرُ العديد من المتاحف صورًا صدرت بموجب ترخيصٍ يُعرف باسمِ لا قيود معروفة (بالإنجليزية: No Know Restrictions)‏ والذي ظهر لأول مرةٍ في السادس عشر من كانون الثاني/يناير 2008. وفقًا لموقع فليكر فإنَّ الهدف من الترخيص هو إظهار الكنوز المخفية في أرشيفات التصوير الفوتوغرافي العامة في العالم، وإظهار كيف يمكن لمدخلاتك ومعرفتك أن تساعد في جعل هذه المجموعات أكثر ثراءً. من بينِ المشاركين في مثل هذه التراخيص المتحف الوطني للدنمارك، متحف باور هاوس، متحف جورج إيستمان، مكتبة الكونغرس، إدارة الأرشيف والوثائق الوطنية، المكتبة الوطنية في اسكتلندا، مكتبة ولاية نيو ساوث ويلز ومؤسسة سميثسونيان.
بدأ المصور الرسمي للبيت الأبيض بيت سوزا في أيّار/مايو 2009 باستخدام فليكر كمنصّة ينشرُ فيها صور البيت الأبيض نَشر الصور في البداية بترخيص رخص المشاع الإبداعي (بالإنجليزية: Creative Commons Attribution)‏ الذي يتطلَّبُ الإشارة للمصورين الأصليين، ثمّ أنشأ فليكر لاحقًا ترخيصًا جديدًا حدده باسم عملٌ من حكومة الولايات المتحدة والذي لا يتضمَّنُ أي قيودٍ على حقوق النشر. أضافَ فليكر في آذار/مارس من عام 2015 رخصتي الملكية العامة للمشاع الإبداعي ورخصة المشاع الإبداعي زيرو (تُعرف أيضًا باسمِ تنازل المشاع الإبداعي) إلى خيارات الترخيص الخاصة بالموقع. رخصة الملكية العامة للمشاع الإبداعي مخصصة للصور التي لم تعد محمية بموجب حقوق النشر، فيما يتمُّ استخدام رخصة تنازل المشاع الإبداعي للأعمال التي لا تزال محمية بموجب حقوق النشر في حين يختار أصحاب الحقوق التنازل عن جميع هذه الحقوق.

## الاستقبال
حقق موقع فليكر نجاحًا فوريًا ويُنظر إليه على أنه مثال ناجح لويب 2.0 خاصّة بعدما استحوذت عليهِ شركة ياهو!. كان الموقعُ في البداية أكثر شهرة بين المصورين المحترفين ومصممي الجرافيك وكذلك المدونين الذين استخدموه كمستودعٍ للصور حيثُ حلَّ الموقع عام 2007 في المركز التاسع عشر ضمن قائمة أكثر المواقع شعبيّة على النت. تراجعت شعبية الموقع مع مرور السنوات حيث خسر أمام مواقع التواصل الاجتماعي التي تتمتع بميزات مشاركة الصور وميزات كثيرة أخرى مثل فيسبوك ومواقع الأرشفة مثل دروبوكس.

## انتقادات

### الرقابة
طبَّقَ موقع فليكر في الثاني عشر من حزيران/يونيو 2007 نظام فلترة كان الغرض منه تصفية الصور التي يُحتمل أن تكون مثيرة للجدل، فمنعَ المستخدمين الذين لديهم حسابات مسجلة في ياهو! والزائرين للموقع من أرقام آي بي من ألمانيا وسنغافورة وهونغ كونغ وكوريا من مشاهدة الصور المُصنّفة على أنها معتدلة أو مقيَّدة. تسبب هذا الأمر في احتجاجِ العديد من مستخدمي فليكر على القيود الجديدة خاصة الذين في ألمانيا والذين ادعوا وجود رقابةٍ غير مرغوبٍ فيها من موقع فليكر وشركة ياهو.
أشارت إدارة فليكر التي لم تكن راغبة في الخوض في التفاصيل القانونية إلى أنَّ سبب الفلترة الصارمة هو بعض قوانين التحقق من العمر الصارمة في ألمانيا. حظيت هذه القضية باهتمام وسائل الإعلام الألمانية كما حظيت باهتمامٍ كبيرٍ من قبل النشطاء على الإنترنت. أشارت التقارير الأولية إلى أن إجراء فليكر كان احتياطيًا ومعقولًا – حتى وإن لم يكن مرغوبًا فيه من قِبل المستخدمين – وذلك لتفادي الملاحقة القضائية، لكنّ تقارير لاحقة أشارت إلى أن إجراء فليكر ربما كان صارمًا وبلا داعٍ. ردَّ فليكر على كل هذه الانتقادات في العشرين من حزيران/يونيو 2007 حينما منحَ المستخدمين الألمان حق الوصول إلى الصور المعتدلة (لكن ليس تلك المصنّة على أنها صورٌ مقيدة)، وألمح إلى حل مستقبلي يتضمَّنُ إجراءاتٍ متقدمةٍ للتحقق من العمر. جديرٌ بالذكرِ هنا أنه وفي إطار الرقابة على الموقع، فقد حُظر فليكر منذ الأول من حزيران/يونيو 2009 في الصين وذلك قبل الذكرى العشرين لاحتجاجات ميدان تيانانمين عام 89.

### حقوق النشر
انتقد مايكل أرينجتون من تك كرانش، ومؤسسة الحدود الإلكترونية، موقع فليكر لتطبيقه القاسي لقانون الألفية للملكيّة الرقمية وقانون تحديد المسؤولية عن انتهاك حقوق الطبع والنشر عبر الإنترنت. يلتزمُ بموجب هذا القانون الأخير مزود الخدمة – فليكر في هذه الحالة – بحذف أو تعطيل الوصول إلى المحتوى بمجرد تلقي إشعار رسمي بالانتهاك وذلك للحفاظ على الحماية من المسؤولية. بعد إزالة إحدى صوره الخاصة بعد مطالبةٍ غير صحيحةٍ بموجبِ قانون الألفية الجديدة لحقوق طبع ونشر المواد الرقمية، بحث الممثل الكوميدي البريطاني ديف جورمان في المشكلة وخلص إلى أنه إذا لم يكن مستخدم فليكر مقيمًا في الولايات المتحدة أو كان كذلك لكن الشخص الذي قدم إشعار الانتهاك لم يكن كذلك يقومُ الموقع بحذف المحتوى المتنازع عليه على الفور، وحتى لو نجح المستخدم في إثبات أن المحتوى لا ينتهك أيّ حقوق طبعٍ ونشرٍ فإنّ فليكر – وفقًا لجورمان – لا يسترجعُ المحتوى المحذوف قائلًا إن هذا يتعارض مع التزامات الموقع في الرد على الإشعارات المضادة. بعد هذه الواقعة بوقت قصير، غيّر فليكر قليلًا من سياسته لحلّ مثل هذه الإشكالات في المستقبل. طوَّرَت خدمة فليكر عام 2019 أداة جديدة للكشف عن الصور المسروقة للذين يرفعون صورهم على الموقع. في السياق ذاته، ذكرت بي بي سي أنه سيتمُّ تزويد بعض المستخدمين في الموقع أدوات حماية النسخ التي يُمكنها اكتشاف ما إذا كانت صورهم قد استُخدمت دون إذنٍ مشيرةً إلى أنَّ مشتركي فليكر برو [الحسابات المدفوعة] سيكونون قادرين على مراقبة ما يصلُ إلى 1000 صورة وإرسال مطالبات آلية بحقوق الطبع والنشر إلى الأشخاص أو الشركات التي تستخدمُ الصور بطريقة غير قانونيّة.

### بيع الصور
أعلنت فليكر في تشرين الثاني/نوفمبر 2014 أنها ستبيع نسخًا مطبوعةً من الصور المرخصة بموجب تراخيص المشاع الإبداعي التي تسمحُ بالاستخدام التجاري. على الرغم من أن استخدام الموقع لهذه الصور وبهذه الطريقة أمرٌ قانوني ومسموحٌ بهِ بموجب التراخيص، فقد تعرض الموقع لانتقاداتٍ من قبل المستخدمين لما اعتبروه استغلالًا غير عادل لأعمال الفنانين حيث أن جميع أرباح هذه الصور تذهب إلى شركة ياهو ولا يتمُّ مشاركتها مع المصورين المعنيين، بل لم يتم منح المستخدمين وسيلة أو طريقة للانسحاب من البرنامج – والمقصود هنا برنامج فليكر لبيع الصور المرخّصة – دون وضع صورهم تحت رخصة غير تجارية أكثر تقييدًا. على النقيض من ذلك، تمنحُ برامج اشتراك مماثلة نوعًا ما للصور المُرخَّصة بترخيص حر المصورين حصة 51٪ من المبيعات. أعلن برناردو هيرنانديز في التاسع عشر من كانون الأول/ديسمبر من نفس العام أن فليكر سوف يسحبُ كل المحتوى المرخص تحتَ رخص المشاع الإبداعيّ من البرنامج وسيرد المبالغ المُحَصَّلة مشيرًا إلى أن الموقع سيعملُ بعد ذلك عن كثبٍ مع رافعي الصور تحتَ رخص المشاع الإبداعي للعودة للبرامج بشكلٍ يتوافقُ مع قيم المجتمع.

### حذف الصور
أعلنَ موقع فليكر في الفاتح من تشرين الثاني/نوفمبر 2018 قيودًا جديدة على فئةٍ من مستخدمي الموقع.
- حدَّدَ في الثامن من كانون الثاني/يناير 2019 للمستخدمين الذين لا يدفعون [أصحاب الحسابات المجانيّة] تحميل ما يصلُ إلى 1000 ملف فقط بدلًا من واحد تيرابايت سابقًا.
- بدأ الموقع في الثاني عشر من آذار/مارس 2019 حذف أقدم الملفات في حالةِ ما رفعَ مستخدمٌ ما [صاحب حساب مجاني] صورة إضافيّة بعد تجاوزهِ حاجز الألف صورة المسموح برفعها. اقترحَ الموقع في الوقتِ ذاته على مستخدميه من هذا النوع ترقية حساباتهم إلى النسخ المدفوعة [فليكر برو] مقابل رسوم اشتراكٍ تصلُ إلى 70 دولارًا أمريكيًا سنويًا.[93]

## وصلات خارجية
- الموقع الرسمي
- فليكر على موقع Google Play (الإنجليزية)